# Star A-40

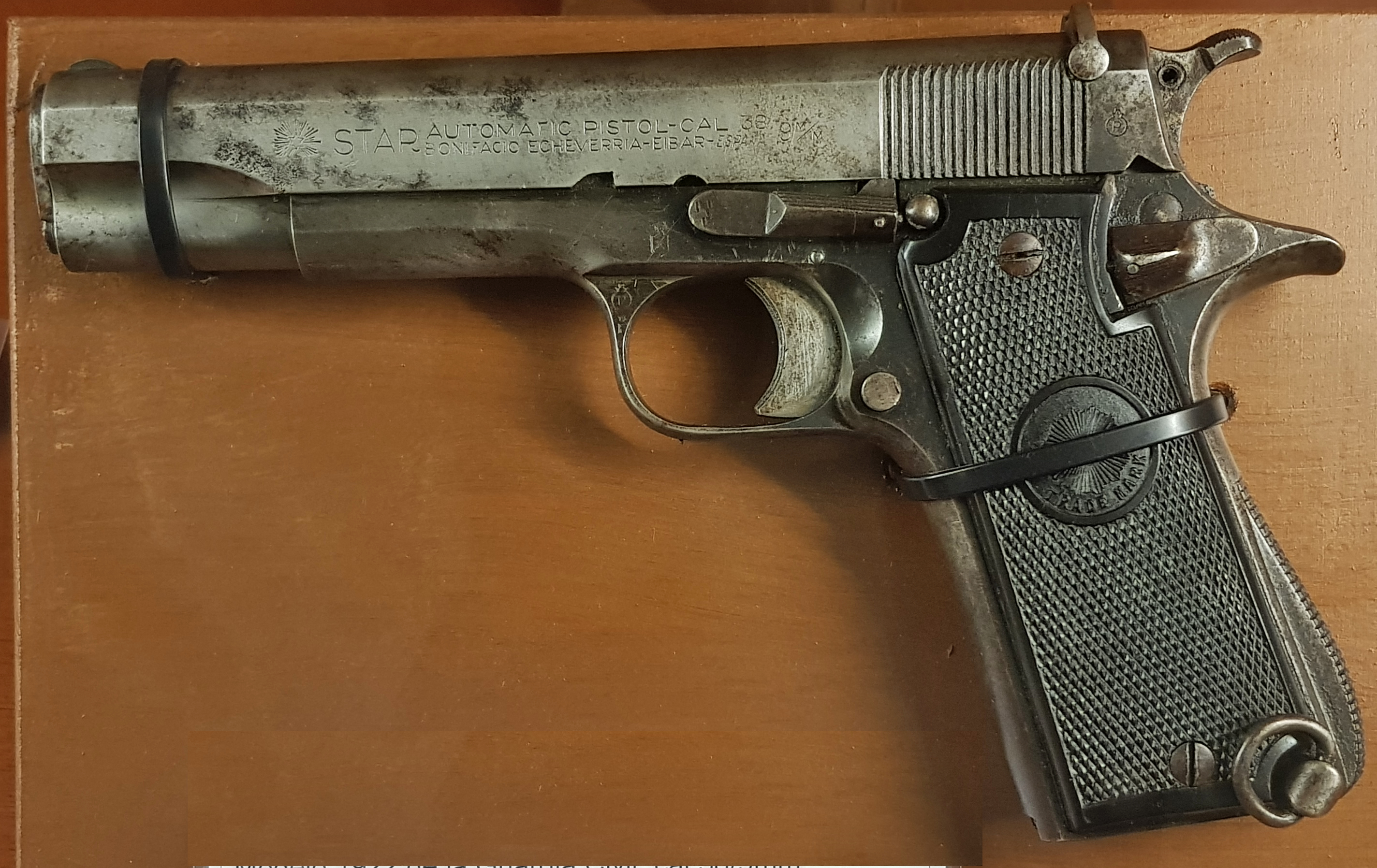
Un Star 1922 de la Guardia Civil est conservé au Musée d'Histoire Militaire de Valence.

Le Star A-40 ou  Star Modèle 1922 est un pistolet semi-automatique à simple action, copié sur le Colt M1911, en calibre 9 mm Largo. Fabriqué par la firme espagnole Star Bonifacio Echeverria S.A. depuis 1921, il constitue un aboutissement des divers modèles "A" présentés aux autorités militaires, pour le changement de leurs armes de poing. La firme démontre son grand savoir-faire, face à la concurrence d'Astra Unceta y Cia et de son modèle Astra 400 qui sera en dotation dans l'armée espagnole. Le modèle Star A-40 sera déclaré règlementaire par l'institut de la Guardia Civil le 5 octobre 1922.

## Historique
En 1920, Star Bonifacio Echeverria S.A. sort la série des Modèle A qui équipera la Guardia Civil, pour remplacer le Campo-Giro des officiers et les révolvers de type Smith&Wesson modèle 7 en calibre 11 mm de la troupe. Une centaine d'exemplaires du modèle Star 1920 furent fabriqués puis elle modifie la sécurité du percuteur sur la culasse, et sort un modèle, copie du Colt M-1911, qui sera baptisé Star 1921. Il en fut commandé 9 017 unités en calibre 9 mm Largo pour équiper les sergents et les hommes de troupe. Par la suite, il fut décidé de faire quelques modifications mineures telles que des plaquettes en bakélite noire, des chargeurs en chrome ou en inox, un bronzage de couleur noir de guerre. Cette nouvelle arme fut appelée modèle Star 1922 et 21 000 pistolets de ce modèle furent livrés en calibre 9 mm largo à la Guardia Civil.

## Mécanisme
Il fonctionne selon le système Browning par biellette. Le canon est monté sur biellette, et lors du départ du coup, il recule avec la culasse, puis libère celle-ci, qui continue sa course en éjectant l'étui.

## Caractéristiques
Données numériques (selon fabricant) :
- Poids de l'arme avec son chargeur .................................... 1000 g
- Longueur ............................................................. 204 mm
- Hauteur .............................................................. 130 mm
- Épaisseur ............................................................ 30 mm
- Chargeur ............................................................. 8 cartouches
- Longueur de canon .................................................... 127 mm
- Longueur de la partie rayée .......................................... 105 mm
- Diamètre extérieur de la chambre canon ............................... 17 mm
- Diamètre de la partie rayé ........................................... 13 mm
- Nombre de rayures .................................................... 6
- Profondeur des rayures ............................................... 0,15 mm
- Largeur des rayures .................................................. 3,20 mm
- Poids canon .......................................................... 240 g
- Rayures tourne à droite .............................................. oui
- Longueur de la cartouche ............................................. 33,50 mm
- Poids de l'étui ...................................................... 4,18 g
- Poids de l'ogive ..................................................... 8,65 g
- Poids de la poudre ................................................... 0,48 g
- Poids total cartouche ................................................ 13,31 g

Données balistiques (selon fabricant) :
- Vitesse .............................................................. 367,78 m/s
- Puissance bouche du canon ............................................ 54,82 kg
- Pénétration dans bois de pin à 15 m .................................. 217,30 mm
- Pression dans la chambre du canon .................................... 2 050 kg/cm2